# Federico Brito Figueroa
Federico Brito Figueroa (La Victoria, 2 de novembro de 1921 - Caracas, 28 de abril de 2000) foi um reconhecido historiador e antropólogo marxista venezuelano.
Brito foi membro do Partido Democrático Nacional (PDN; que logo se transformaria em Acción Democrática) desde 1936, e logo da divisão da esquerda, no Partido Comunista da Venezuela (PCV), junto a Domingo Maza Zavala e Luis Miquilena.
Em 1946 ingressa no Instituto Pedagógico Nacional para obter o título de professor em Ciências Sociais. Viaja ao México e ali estuda na Escola Nacional de Antropologia e História com Wenceslao Roces e François Chavalier, graduando-se etnólogo e mestrado em antropologia. Regressa à Venezuela em 1959, logo após a queda de Marcos Pérez Jiménez, e ingressa na Universidade Central da Venezuela para graduar-se como licenciado em História e doutor em Antropología. Sua tese doutoral é a conhecida obra A estrutura econômica da Venezuela Colonial (La estructura económica de Venezuela colonial), escrita em 1963 e publicada em 1978.
"Durante sua vida escreve mais de 30 livros e é reconhecido com inumeráveis medalhas nacionais e internacionais, como o prêmio Municipal de Prosa; o prêmio Andrés Bello, menção História que otorgado pela Associação de Escritores da Venezuela; o Prêmio Nacional de História da Academia Nacional de História; o prêmio Casa de las Américas por seu livro Venezuela século XX. (Retirado dos Rostros e Personagens da Venezuela, página 245)
Pontos centrais de sua obra são a escravatura, em geral a guerra federal venezuelana Ezequiel Zamora, e a história econômica e social da colônia.

## Obras
- Ezequiel Zamora. Un capítulo de la historia nacional, Caracas, 1951
- Liberación de los esclavos, Caracas, 1951
- Venezuela, siglo XX, 1967
- La estructura económica de Venezuela colonial, Caracas, 1978
- Tiempo de Ezequiel Zamora, Caracas, 1981
- El problema tierra y esclavos en la historia de Venezuela, Caracas, 1982
- Historia económica y social de Venezuela: Una estructura para su estudio, Caracas, 1979/1987